# Gonzalo Crettaz
Gonzalo Alejandro Crettaz Ortega (Buenos Aires, 28 februari 2000) is een Argentijns voetballer die doorgaans als doelman speelt. Hij verruilde in 2025 CD Castellón voor N.E.C.

## Clubcarrière

### Málaga
Crettaz is geboren in Buenos Aires, Argentinië en verhuisde op jonge leeftijd naar Spanje. Daar doorliep de jeugdopleidingen van Valencia, Levante en Málaga. Hij debuteerde voor het eerste van Málaga op 17 november 2019 tegen AD Alcorcón (0-1). Hij mocht starten omdat Munir Mohamedi internationale verplichtingen had. Hij speelde slechts drie wedstrijden voor het eerste en speelde ook bijna 40 wedstrijden voor de reserves, Atlético Malagueño. Voor het seizoen 2021/22 werd hij verhuurd aan CD Badajoz, waar hij 24 wedstrijden speelde.

### CD Castellón
Medio 2022 ging Crettaz naar UD Logroñés, dat uitkwam in de Primera Federación. Hier was hij eerste keeper, maar door een blessure speelde hij slechts 26 wedstrijden. In 2023 ging hij naar CD Castellón. Hier werd hij meteen eerste keeper, en onder leiding van trainer Dick Schreuder promoveerde hij in 2024 naar La Liga 2. In twee seizoenen miste hij slechts drie wedstrijden.

### N.E.C.
In juni 2025 tekende hij een contract bij N.E.C. tot de zomer van 2028. Daarmee sorteerden de Nijmegenaren voor op een vertrek van doelman Robin Roefs. Op 9 augustus maakte hij in een 5-0 overwinning op Excelsior zijn debuut voor de club met een clean sheet.

## Statistieken
| Seizoen | Club               | Competitie         | Competitie | Competitie | Beker | Beker | Overig | Overig | Totaal | Totaal |
| Seizoen | Club               | Competitie         | Wed.       | Dlp.       | Wed.  | Dlp.  | Wed.   | Dlp.   | Wed.   | Dlp.   |
| ------- | ------------------ | ------------------ | ---------- | ---------- | ----- | ----- | ------ | ------ | ------ | ------ |
| 2019/20 | Málaga CF          | La Liga 2          | 2          | 0          | 1     | 0     | –      | –      | 3      | 0      |
| 2019/20 | Atlético Malagueño | Tercera División   | 12         | 0          | 0     | 0     | –      | –      | 12     | 0      |
| 2020/21 | Atlético Malagueño | Tercera División   | 25         | 0          | 0     | 0     | –      | –      | 25     | 0      |
| 2021/22 | → CD Badajoz       | Primera Federación | 24         | 0          | 0     | 0     | –      | –      | 24     | 0      |
| 2022/23 | UD Logroñés        | Primera Federación | 26         | 0          | 3     | 0     | –      | –      | 29     | 0      |
| 2023/24 | CD Castellón       | Primera Federación | 37         | 0          | 2     | 0     | –      | –      | 39     | 0      |
| 2024/25 | CD Castellón       | La Liga 2          | 40         | 0          | 0     | 0     | –      | –      | 40     | 0      |
| 2025/26 | N.E.C.             | Eredivisie         | 2          | 0          | 0     | 0     | 0      | 0      | 2      | 0      |
| Totaal  | Totaal             | Totaal             | 168        | 0          | 6     | 0     | 0      | 0      | 174    | 0      |

Bijgewerkt op 20 augustus 2025.